# 雷德溫 (堪薩斯州)
雷德溫（英語：Redwing，或）為位在美國堪薩斯州巴頓縣的非建制地區。該地區坐落在北緯38度31分19秒、西經98度39分52秒處，海拔高度552公尺（1,811英尺）。雷德溫位在夏延博特姆斯野生動物保護區北端之西北方、霍伊辛頓市的東方和克拉夫林市的西方，兩地分別相距2.4公里（1.5英里）、9.7公里（6.0英里）以及11公里（7.0英里）。
雷德溫的郵政局於1892年設立，1955年結束營運。